# Assunta Abdel Azim Mohamed
Assunta Abdel Azim Mohamed (* 1993 in Klagenfurt am Wörthersee) ist eine österreichische bildende Künstlerin. Ihr Markenzeichen ist die Kugelschreiber-Zeichnung sozio-kultureller Phänomene, doch malt sie auch mit anderen Techniken wie Filzstift oder Tusche.

## Leben und Ausbildung
Nach ihrer Schulausbildung studierte sie zunächst 2011/12 in ihrer Heimatstadt Romanistik und anschließend bis 2017 an der Universität für angewandte Kunst bei Jan Svenungsson in Wien Grafik und Druckkunst. 2015 legte sie ein Auslandssemester an der Accademia in Venedig ab, das mit einem Stipendium gefördert wurde.

## Werk
Sie gehört der jüngsten Generation der Kunstszene Österreichs an und beschäftigt sich in ihren Werken mit Studien menschlichen Zusammenlebens. Mithilfe der Verschiebung ins Ironische und mit zahlreichen Anspielungen auf Musik, Film, Literatur und Kunst bricht sie zahlreiche Tabus. Übergriffe, schmerzhafte Verletzungen und erotische Anspielungen sind auf ihren Bildern an der Tagesordnung. Heraus kommen Menschen, deren Geschichten mehrdeutig und ungeklärt scheinen. Die Technik ihres Malgerätes, durch das monochrome, sehr plakative Szenen entstehen, macht diese meist schweren Themen luftig und transparent und fordern die eigene Wahrnehmung immer wieder heraus.

## Ausstellungen
Neben zahlreichen Präsentationen hat sie auch eine Reihe von Preisen gewonnen, war bereits auf elf Shortlists für Kunstpreise und hat Eingang in einige teils namhafte Sammlungen gefunden.
Einzelausstellungen
- Das Leben ist anderswo, HilgerNEXT, Wien, 2016

Gruppenausstellungen
- Zureta, Galerie der Tōkyō Geijutsu Daigaku, 2017
- Stoffwechsel: Wien. Manufaktur. Porzellan, MAK Forum im MAK, 2014
- Mach Wind um deine Kunst, WUK, 2013